# Пилипівська сільська рада (Деражнянський район)
Пилипівська сільська́ ра́да — адміністративно-територіальна одиниця та орган місцевого самоврядування в Деражнянському районі Хмельницької області. Адміністративний центр — село Пилипи.

## Загальні відомості
Пилипівська сільська рада утворена в квітні 1944 року.
- Територія ради: 21,246 км²
- Населення ради: 424 особи (станом на 2001 рік)

## Населені пункти
Сільській раді підпорядковані населені пункти:
- с. Пилипи

## Склад ради
Рада складається з 13 депутатів та голови.
- Голова ради: Бондар Галина Євгенівна
- Секретар ради: Чемес Броніслава Миколаївна

### Керівний склад попередніх скликань
| Прізвище, ім'я, по батькові | Основні відомості                                                                       | Дата обрання | Дата звільнення |
| --------------------------- | --------------------------------------------------------------------------------------- | ------------ | --------------- |
| Бондар Галина Євгенівна     | Сільський голова, 1969 року народження, освіта середня спеціальна, член Народної партії | 26.03.2006   | 31.10.2010      |
| Бондар Галина Євгенівна     | Сільський голова, 1969 року народження, освіта середня спеціальна, член Партії регіонів | 31.10.2010   |                 |

Примітка: таблиця складена за даними сайту Верховної Ради України

### Депутати
За результатами місцевих виборів 2010 року депутатами ради стали:

#### За суб'єктами висування
| Суб'єкт висування       | Кількість обраних депутатів | %    |
| ----------------------- | --------------------------- | ---- |
| Партія регіонів         | 8                           | 61,5 |
| Народна партія          | 2                           | 15,4 |
| Самовисування           | 2                           | 15,4 |
| Партія «Справедливість» | 1                           | 7,7  |

#### За округами
| № округу                | Прізвище, ім'я, по батькові   | Дата визнання обраним | Освіта             | Партійна приналежність       | Відомості про обраного депутата                   |
| ----------------------- | ----------------------------- | --------------------- | ------------------ | ---------------------------- | ------------------------------------------------- |
| Народна Партія          |                               |                       |                    |                              |                                                   |
| 4                       | Буга Анатолій Вікторович      | 05.11.2010            | середня            | член Народної партії         | тимчасово не працює                               |
| 12                      | Буга Тамара Андріївна         | 05.11.2010            | середня            | член Народної партії         | тимчасово не працює                               |
| Партія регіонів         |                               |                       |                    |                              |                                                   |
| 1                       | Чемес Броніслава Миколаївна   | 05.11.2010            | середня спеціальна | член Партії регіонів         | Пилипи сільська рада, секретар сільської ради     |
| 3                       | Блажков Анатолій Адольфович   | 05.11.2010            | середня            | член Партії регіонів         | тимчасово не працює                               |
| 5                       | Побута Леся Вікторівна        | 05.11.2010            | середня            | член Партії регіонів         | С. Пилипи фельдшерський пункт, молодша мед.сестра |
| 6                       | Караванова Людмила Іванівна   | 05.11.2010            | незакінчена вища   | член Партії регіонів         | Плипівська сільська рада, землевпорядник          |
| 8                       | Базилевич Лідія Василівна     | 05.11.2010            | середня            | член Партії регіонів         | тимчасово не працює                               |
| 10                      | Жмурик Антоніна Володимирівна | 05.11.2010            | середня спеціальна | член Партії регіонів         | Пилипи бібліотека, зав. бібліотекою               |
| 11                      | Березюк Тетяна Олександрівна  | 05.11.2010            | середня спеціальна | член Партії регіонів         | тимчасово не працює                               |
| 13                      | Гелемей Світлана Анатоліївна  | 05.11.2010            | середня            | член Партії регіонів         | тимчасово не працює                               |
| Партія «Справедливість» |                               |                       |                    |                              |                                                   |
| 2                       | Поспєлова Тетяна Вікторівна   | 05.11.2010            | середня спеціальна | член Партії «Справедливість» | Деражня ЦРЛ, лаборант бактеріолог                 |
| Самовисування           |                               |                       |                    |                              |                                                   |
| 7                       | Кілімнік Наталія Петрівна     | 05.11.2010            | середня            | позапартійна                 | М.Деражня молокозавод, збирач молока              |
| 9                       | Ревчук Зоя Дмитрівна          | 05.11.2010            | середня            | позапартійна                 | ВАТ Деражня молокозавод, збирач молока            |